# Ilan Kabiljo
Ilan Kabiljo (Zagreb, 12. ožujka 1969.), hrvatski skladatelj, aranžer, producent, pjevač i perkusionist.

## Životopis
Kabiljo se glazbeno obrazovao u zagrebačkoj glazbenoj školi Pavao Markovac te u obiteljskom okruženju gdje je majka Katja profesorica klavira, a otac Alfi skladatelj, dirigent i aranžer. Pohađao je Sveučilište u Kaliforniji (UCLA) gdje se glazbeno usavršavao. Devedeset je u duetu Ilan&Ivana, s Ivanom Vrdoljak Vannom, snimio desetak pjesama. Kasnije objavljuje tri samostalna albuma. Istovremeno je surađivao kao skladatelj, producent i aranžer s ET-om, Ivanom Banfić, Ninom Badrić, grupom Divas i drugima. Godine 1998. osvaja Porina za produkciju albuma Personality Nine Badrić.
Živi i radi u Beču.

## Albumi
- La Cienega (1996.)
- The Fugitive (1998.)
- Samo jednom se ljubi (2000.)

## Vanjske poveznice
- Ilan Kabiljo na zamp.hr